# Mabuhay
Mabuhay is een gemeente in de Filipijnse provincie Zamboanga Sibugay op het eiland Olutanga. Bij de laatste census in 2007 had de gemeente bijna 31 duizend inwoners.

## Geografie

### Topografie
Mabuhay is de oostelijkste van de drie gemeenten op het eiland Olutanga. De gemeente ligt hemelsbreed op 55 kilometer ten zuidoosten van de provinciehoofdstad Ipil en 105 kilometer ten westen van het regionale centrum Zamboanga City.

### Bestuurlijke indeling
Mabuhay is onderverdeeld in de volgende 18 barangays:
| - Abunda - Bagong Silang - Bangkaw-bangkaw - Caliran - Catipan - Kauswagan - Ligaya - Looc-Barlak - Malinao | - Pamansaan - Pinalim - Poblacion - Punawan - Santo Niño - Sawa - Sioton - Taguisian - Tandu-Comot |

## Demografie
Mabuhay had bij de census van 2007 een inwoneraantal van 30.589 mensen. Dit zijn 5.390 mensen (21,4%) meer dan bij de vorige census van 2000. De gemiddelde jaarlijkse groei komt daarmee uit op 2,71%, hetgeen hoger is dan het landelijk jaarlijks gemiddelde over deze periode (2,04%). Vergeleken met de census van 1995 is het aantal mensen met 11.077 (56,8%) toegenomen.

De bevolkingsdichtheid van Mabuhay was ten tijde van de laatste census, met 30.589 inwoners op 82,85 km², 369,2 mensen per km².